# Hotel Bristol (Berlino)
L'Hotel Bristol era un hotel di lusso posto su Unter den Linden a Berlino, Germania. Fu progettato dall'architetto Gustav Georg Carl Gause e aperto nel 1891.

## Storia
L'Hotel Bristol fu costruito in un'epoca di boom economico e di viaggi e affari in continuo aumento. Fu costruito tra il 1890 e il 1891. Fu progettato dall'architetto Gustav Georg Carl Gause per il proprietario Conrad Uhl. L'hotel aprì quindici anni dopo l'apertura dell'Hotel Kaiserhof, all'epoca capofila tra gli alberghi di lusso della città. Competeva anche con il vicino Central-Hotel che aprì nel 1881. Inizialmente l'hotel aveva come indirizzo Unter den Linden 5–6, ma dopo che la numerazione degli edifici sulla strada cambiò nel 1936/37, divenne il numero 65.
Nel 1904, in seguito al fallimento dell'hotel, la Hotelbetriebs-Aktiengesellschaft (ora Kempinski) acquistò l'albergo. La società pagò oltre 10 milioni di marchi per la proprietà, e rilevò anche la vicina proprietà di Behrenstraße per 1,2 milioni di marchi.
Il ristorante dell'hotel era frequentato dal personale dell'ambasciata francese fino alla crisi di luglio che diede inizio alla prima guerra mondiale nel 1914, quando il governo tedesco ordinò all'ambasciatore francese Jules Cambon di non cenare lì per garantire la loro sicurezza fino a quando non potessero essere evacuati.
Il 15 febbraio 1944, un raid aereo alleato su Berlino distrusse l'Hotel Bristol. Dopo la guerra, l'Unione Sovietica costruì la sua ambasciata a Berlino Est sul sito dell'hotel.
L'Hotel Bristol era uno degli hotel di lusso più illustri di Berlino. Nel 1904 era dotato di 350 camere e un giardino. Un esperto di hotel lo descrisse in una guida turistica pubblicata nel 1905 come il "più internazionale" degli hotel di Berlino. In seguito, il numero totale di salotti, saloni, camere da letto e bagni era di 515. Il bar dell'hotel era popolare tra i giovani ufficiali di marina benestanti durante la prima guerra mondiale.

## Eventi
Il 30 settembre 1897 si tenne presso l'hotel il primo Salone Internazionale dell'Automobile in Germania, dove furono esposti complessivamente otto veicoli a motore.

## Ospiti illustri
- Nell'aprile del 1904 Ernst Ferdinand Sauerbruch soggiornò nell'hotel. In seguito lo elencò come uno dei suoi ristoranti e hotel preferiti. Negli anni '30, Sauerbruch soggiornò nell'hotel quando partecipò con il collega Johann von Mikulicz a una conferenza internazionale per chirurghi.[7]
- Il 27 febbraio 1940, l'artista e architetto tedesco Peter Behrens morì di infarto nell'Hotel Bristol.[8]
- Altri ospiti degni di nota sono stati George Bernard Shaw e Friedrich Alfred Krupp.[9]

## Letteratura
La scrittrice Vicki Baum lavorò all'hotel come cameriera per acquisire esperienza e ispirazione per scrivere Grand Hotel, la sua opera più nota.
L'Hotel Bristol è uno dei luoghi del romanzo di Theodor Fontane, Der Stechlin. L'anziano aristocratico di Fontane, Stechlin, soggiorna nell'hotel e si chiede perché così tanti hotel di prima classe si chiamino Bristol. "Bristol è alla fine solo un posto di secondo piano, ma l'Hotel Bristol è sempre bello", secondo quanto detto dal personaggio.